# Нечуївка
Нечу́ївка (колишні назви Петрівське, Радянське) — село в Україні, у Ямпільській міській громаді Могилів-Подільського району Вінницької області. Населення становить 431 осіб.
До 1938 року село мало сучасну назву. Потім його було перейменовано на Петрівське, а з 1961 року — на Радянське.
4 лютого 2016 року Верховна Рада України повернула селу назву Нечуївка, постанова набула чинності 18 лютого 2016 року.

## Історія
7 (20) листопада 1917 року, відповідно до Третього Універсалу Української Центральної Ради, увійшло до складу Української Народної Республіки.
12 червня 2020 року, відповідно до Розпорядження Кабінету Міністрів України № 707-р «Про визначення адміністративних центрів та затвердження територій територіальних громад Вінницької області», увійшло до складу Ямпільської міської громади.
19 липня 2020 року, в результаті адміністративно-територіальної реформи та ліквідації Ямпільського району, село увійшло до складу новоутвореного Могилів-Подільського району.

## Відомі люди
- Вовк Іван Степанович (1925 — ?) — нагороджений медаллю «За відвагу».[5]

## Населення
Згідно з переписом УРСР 1989 року чисельність наявного населення села становила 557 осіб, з яких 259 чоловіків та 298 жінок.
За переписом населення України 2001 року в селі мешкало 430 осіб.

### Мова
Розподіл населення за рідною мовою за даними перепису 2001 року:
| Мова       | Відсоток |
| ---------- | -------- |
| українська | 98,14 %  |
| російська  | 1,39 %   |
| молдовська | 0,46 %   |